# Deutsche in Australien

Prozentualer Anteil von Menschen deutscher Abstammung zur Gesamtpopulation Australiens im Jahr 2011

Deutsche in Australien, auch Deutschstämmige in Australien, waren nach der Volkszählung im Jahr 2011 die sechstgrößte ethnische Gruppe in Australien. Die Beziehung von Deutschen und Australiern sind Jahrhunderte alt. Bereits im frühen 19. Jahrhundert kamen Forscher und Missionare nach Australien. Einer der bekanntesten Deutschen in Australien ist der Entdeckungsreisende Ludwig Leichhardt. Bei der Besiedlung Australiens spielten deutschstämmige Personen eine nicht unerhebliche Rolle, vor allem in der Landwirtschaft. Einen erheblichen Anteil an der Entwicklung des australischen Weinbaus hatten deutsche Winzer. Aber auch kulturelle deutsche Gepflogenheiten sind in Australien geschätzt, beispielsweise die früh von Deutschen gegründeten Gesangvereine, wie die Adelaide Liedertafel 1856 erfreuen sich bis heute hohen Zuspruchs. Die deutschen Einwanderer waren angesehen. Dieses Ansehen litt in Australien erheblich durch die zwei Weltkriege, als Deutschland ein Kriegsgegner wurde und zahlreiche Deutsche und deutschstämmige Personen interniert wurden. Nach dem Ende des Zweiten Weltkriegs dauerte es bis 1952, dass Deutsche wieder nach Australien einwandern konnten. Deutschstämmige Einwanderer sind heute ein anerkannter Teil der australischen Gemeinschaft und werden als integraler Teil der multikulturellen australischen Gesellschaft begriffen.

## Begrifflichkeit
Die Herausbildung des Begriffs "Deutscher" kann auf eine lange Begriffsgeschichte zurückblicken und wird widersprüchlich verwendet. Vor 1871 gab es kein Deutschland, sondern lediglich zahlreiche Kleinstaaten, in denen deutsche Dialekte gesprochen wurden. Die ersten Siedler kamen aus preußischen Provinzen wie Brandenburg, Schleswig und Posen. Somit war der weiter unter erwähnte Johann Reinhold Forster, der mit seinem Sohn als erster "Deutscher" seinen Fuß auf den australischen Kontinent setzte, ein Preuße. 1838 siedelten erstmals Preußen, die aus religiösen Gründen nach Australien auswanderten, im Barossa Valley und gründeten dort Orte, in denen im Alltag Deutsch gesprochen und ihre Kultur gepflegt wurde. Der erste Ort, den sie gründeten, war Klemzig. Aus unterschiedlichen Kleinstaaten kamen in den Jahren 1848/1849 Personen, die an Aufständen gegen die Obrigkeit beteiligt waren oder nicht dem Militär beitreten wollten. Eine weitere Welle von Deutschstämmigen kam im Jahr 1851, im Goldrausch von Australien, von denen ein großer Teil sich in Australien niederließ. Erst 1871 entstand aus den vielen Kleinstaaten das Deutsche Reich.

## Deutsch-australische Vorgeschichte

### Erste Kontakte
Die deutsch-australischen Beziehungen haben eine lange Tradition.
Als der Holländer Abel Tasman (1603–1659) Van-Diemens-Land am 24. November 1642 mit seinen zwei Schiffen entdeckte, befehligte das zweite Schiff Heemskerck der deutschstämmige Kapitän Holleman.
Als James Cook auf seiner zweiten Entdeckungsreise (1772–1775) mit der HMS Resolution in Australien landete, waren der preußische Naturwissenschaftler Johann Reinhold Forster (1729–1798) und sein Sohn Georg Forster an Bord. Sie setzten als erste Deutsche ihren Fuß auf den australischen Kontinent. Johann Forster berichtete in seinen Tagebüchern über die dritte Entdeckungsreise (1776–1780) von Cook, dass vier Deutschstämmige an Bord gewesen waren.

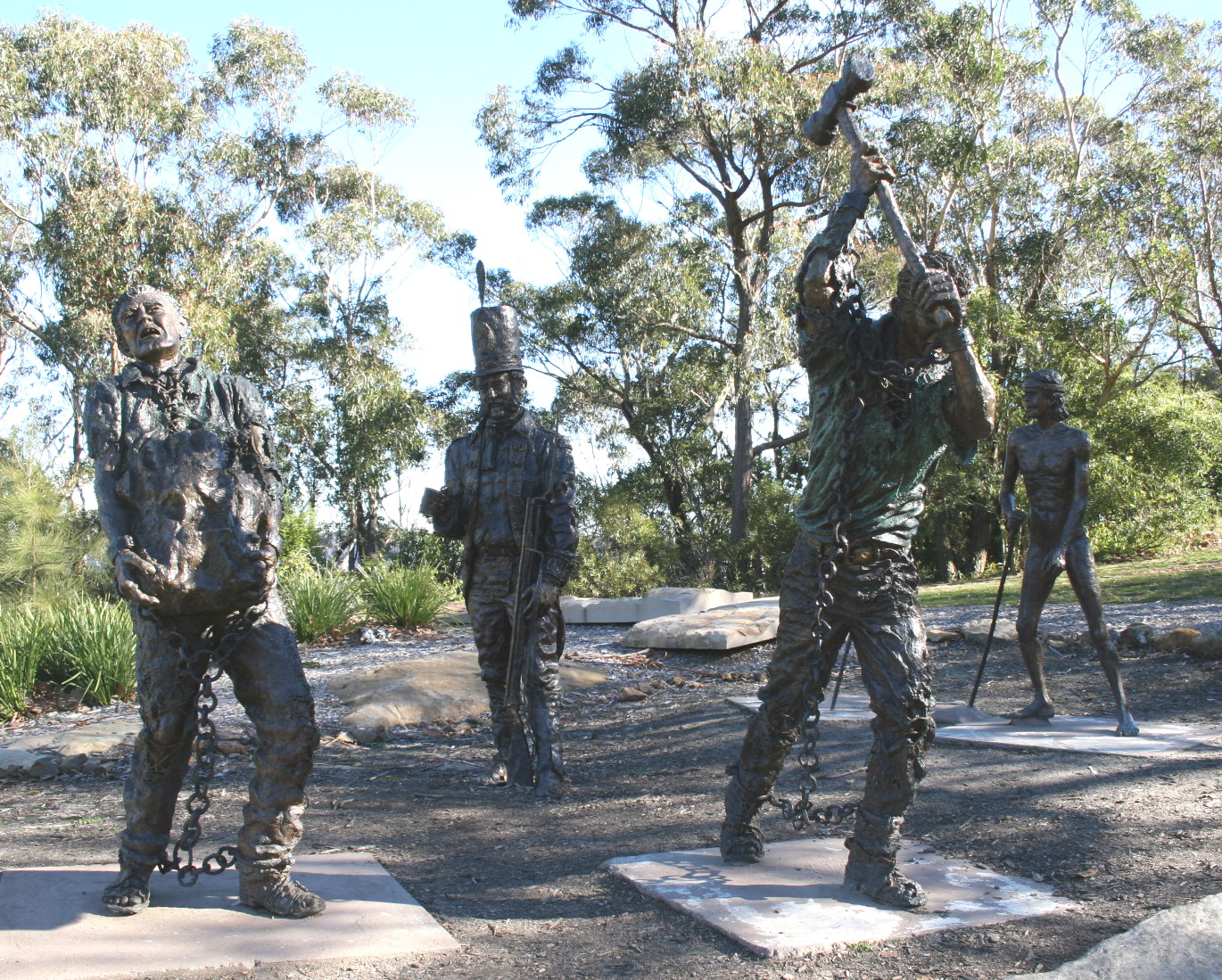
Lebensgroße Bronzeplastiken zur Erinnerung an Sträflinge als Straßenbauer ab 1815 durch die Blue Mountains

Die britische Regierung beschloss in den 1780er Jahren, Australien mit Sträflingen zu kolonisieren. Arthur Phillip, der erste britische Gouverneur von New South Wales, hatte einen Vater, der ein Hesse war und seine Mutter eine Engländerin. Die Familie lebte in England. Mit den ersten Schiffen der sogenannten First Fleet, die Phillip befehligte, kamen im Jahr 1788 erstmals deutschsprachige Sträflinge nach Australien, die dort Strafarbeit zu verrichten hatten. England deportierte in der Zeit der Sträflingskolonie Australien 73 deutschstämmige Sträflinge nach Australien.
Der erste Oberste Landvermesser der neuen Kolonie New South Wales war Augustus Alt (1731–1815), dessen Vater in Hessen-Kassel geboren worden war. Phillip Schäffer, der mit der First Fleet nach Australien kam, war Leutnant eines hessischen Regiments, das im Amerikanischen Unabhängigkeitskrieg auf Seiten der Engländer gekämpft hatte. Er war als Oberaufseher für die Sträflinge in Sydney eingesetzt. Da er sich für diese Aufgabe als ungeeignet erwies, ließ er sich als Siedler nieder und pflanzte 1792 die ersten Weinreben in Australien.
An der Erforschung Australiens waren der Entdecker und Naturforscher Ludwig Leichhardt (1813–1848), der botanische Zeichner Ferdinand von Müller (1825–1896), der Geophysiker und Polarforscher Georg von Neumayer (1826–1909) und der Mineraloge Johannes Menge (1788–1852) beteiligt.

### Erste Zuwanderung von Deutschstämmigen
Im frühen 19. Jahrhundert kamen zuerst deutschstämmige Missionare und Forscher nach Australien.

#### Religiöse Freiheitssucher
Die ersten deutschstämmigen Siedler kamen aus den preußischen Ostgebieten. Der preußische König Friedrich Wilhelm III. wollte die lutherische und die reformierte Kirche zu einer gemeinsamen Landeskirche vereinigen und erließ 1821 eine neue Gottesdienstordnung, womit er jedoch den sogenannten Agendenstreit entfachte: Trotz Ankündigung harter Strafen bei Verstößen gegen die neue Ordnung wollten die Gläubigen ihre altlutherische Gottesdienstordnung weiterhin praktizieren. Da der König nicht einlenkte, wanderten zahlreiche Menschen deshalb nach Australien oder Amerika aus. Von November bis Dezember 1838 erreichten mehrere Schiffe mit deutschen Auswanderern Port Adelaide in South Australia.
1838 kamen Personen, die auf der Suche nach religiöser Freiheit aus Schlesien, Preußen und Posen ins Barossa Valley ausgewandert waren und in Klemzig und Bethany siedelten. Weitere Siedlungen der deutschen Auswanderer fanden in den 1840er Jahren im zentralen Teil des Barossa Valley statt. Die meisten Siedler kamen aus den preußischen Provinzen Brandenburg, Schlesien und Posen; weitere kamen aus Mecklenburg, Holstein, Hannover und Sachsen. Die Siedler, die aus Sachsen kamen, waren Wenden und Slawen. Joseph Seppelt (1813–1868), ein Preuße, legte im Jahr 1851 den Grundstein der ältesten australischen Weinkellerei. Ihm folgten zahlreiche weitere deutsche Weinbauern.

#### Politische Flüchtlinge
Nach den revolutionären Aufständen gegen deutsche Fürsten in den Jahren 1848 bis 1849, die niedergeschlagen wurden, flohen zahlreiche Freiheitskämpfer ins Ausland und auch nach Australien. Diese Auswanderer werden in der englischsprachigen Literatur als 48er bezeichnet. Sie hatten eine Vorstellung eines Staates und einer Nation, die die Bürger- und Menschenrechte sowie die demokratische Beteiligung an der Entwicklung einer Nation garantiert. Die 48er fühlten sich als australische Nationalisten und frühe Republikaner. Ihre Identität war mit der deutschen Sprache und ihrer Kultur verbunden. Sie hatten Erfahrungen mit Auseinandersetzungen mit autoritären Regierungen, die die britischen Einwanderer in Australien nicht hatten und sie hatten die Vorstellung, dass sich Australien nach dem Beispiel der USA entwickeln würde. Die Britischstämmigen in Australien waren loyal gegen absolutistischen Herrschern und Königinnen. Bedeutende deutschsprachige Persönlichkeiten in der damaligen Zeit waren dies u. a. der Komponist Carl Linger (1810–1862), der Zeitungsverleger und Journalist Carl Mücke (1815–1898) und der Botaniker Moritz Richard Schomburgk (1811–1891).

#### Goldsucher
In der Mitte des 19. Jahrhunderts begann der Ansturm auf Gold. Dies führte zu einem enormen Bevölkerungswachstum Australiens. Auch zahlreiche Deutsche, die bereits sesshaft geworden waren, versuchten ihr Glück. Doch die Euphorie endete bald. Berühmt wurde der deutschstämmige Goldsucher Bernhardt Holtermann (1838–1885), der im Jahr 1872, das nach ihm benannte, größte je gefundene gold- und quarzhaltige Gesteinsstück mit etwa 3.000 Unzen Gold fand, das sogenannte „Holtermann Nugget“.

#### Weitere Entwicklung
Der im Jahr 1870 nach Australien ausgewanderte deutschstämmige Charles Rasp (1846–1907), wahrscheinlich ein desertierter Offizier des Deutschen Reichs im Deutsch-Französischen Krieg 1870–1871, war nicht nur einer der Gründer von BHP, eines der größten Bergbauunternehmen der Welt, sondern gab einen „entscheidende[n] Anstoß zum Umschwung [von South Australia] von einer Nur-Landwirtschaft in eine reiche Industrienation“.
Nach dem deutschen Sieg im Deutsch-Französischen Krieg 1870–1871 wurde Deutschland eine neue Großmacht in Europa. Bis zu diesem Zeitpunkt waren die Deutschstämmigen ein zweifellos anerkannter und integraler Bestandteil der australischen Einwanderungsgesellschaft. Dies änderte sich danach erstmals in Australien langsam als sich ein deutsches Nationalgefühl und Patriotismus für die alte Heimat entwickelte. Davon zeugen beispielsweise zwei Ortsnamen australischer Orte; Sedan (Schlacht bei Sedan) und Bismarck (Deutscher Reichskanzler). In Anlehnung an den deutschen Flottenbau entstand 1899 ein „Deutscher Flottenverein“ in Brisbane, was in Australien Argwohn und Misstrauen weckte.
In den 1880er Jahren ging die Einwanderung zurück. 1883 waren noch mehr als 2.000 Deutsche nach Australien und auf die Nebeninseln eingewandert. 1890 waren es lediglich 474, 1898 153 und 1899 141 Personen. Mit dem Ersten Weltkrieg endete die deutsche Einwanderung.

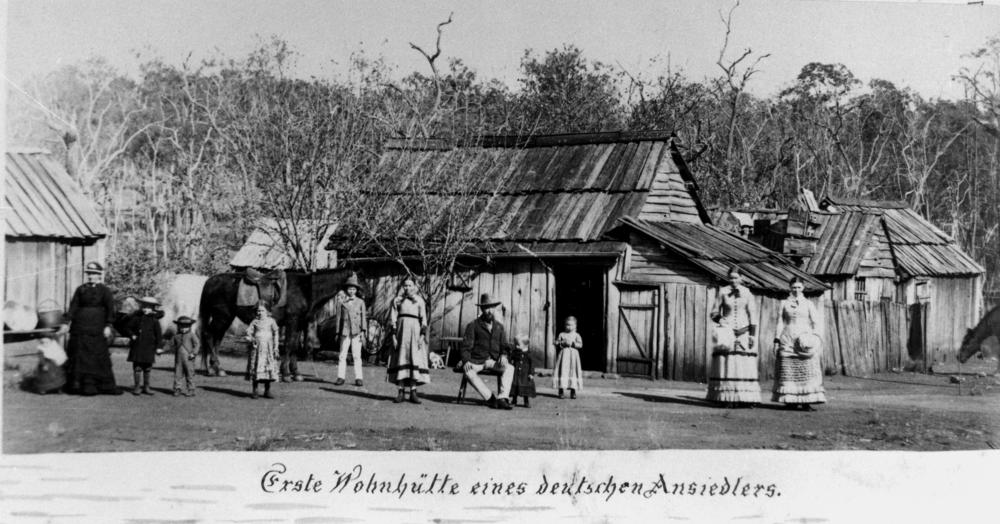
Ein deutscher Siedler mit seiner Familie vor dem eigenen „Haus“ in Queensland um 1880
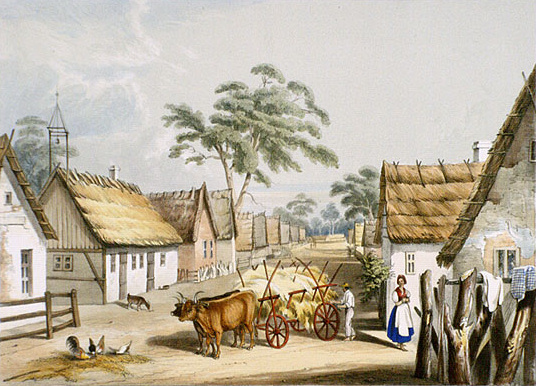
Klemzig war im Jahr 1846 die erste deutsche Siedlung in Australien
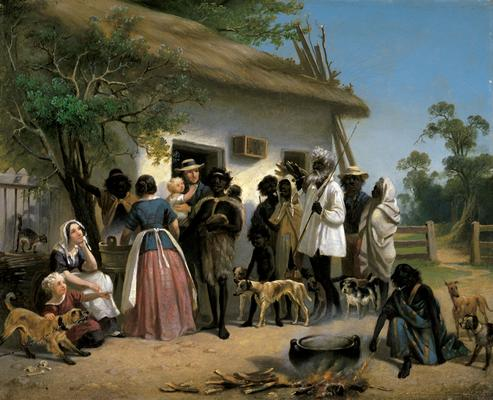
Franz Schramm: Gemälde einer Begegnung einer deutschen Auswandererfamilie und Aborigines (1850)
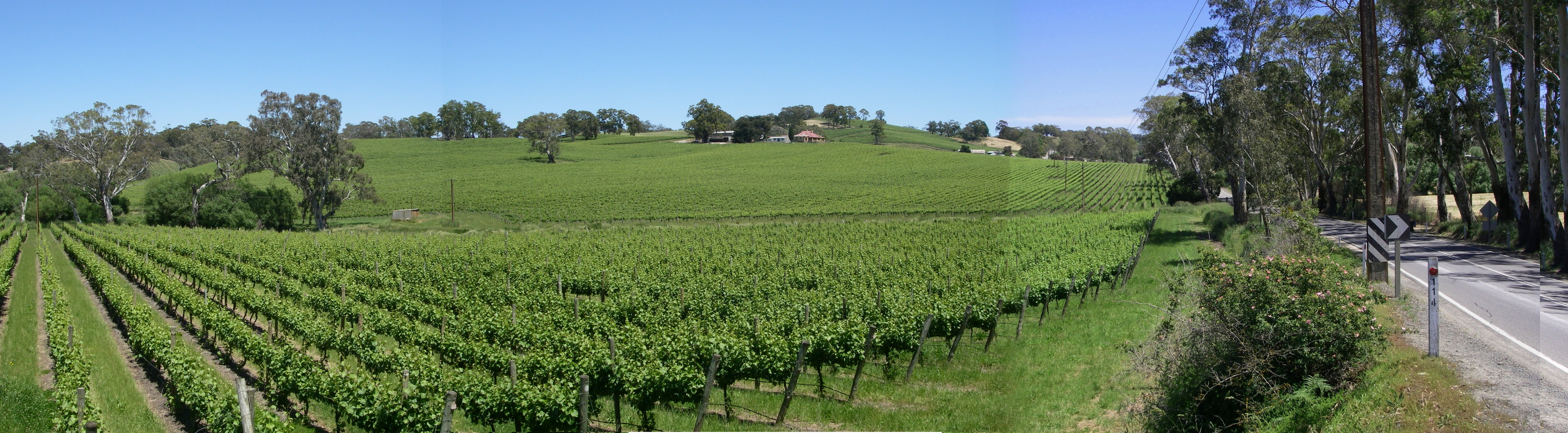
Weinberg beim 1841 gegründeten Ort Lobethal

## Erster Weltkrieg

### Politische Verhältnisse

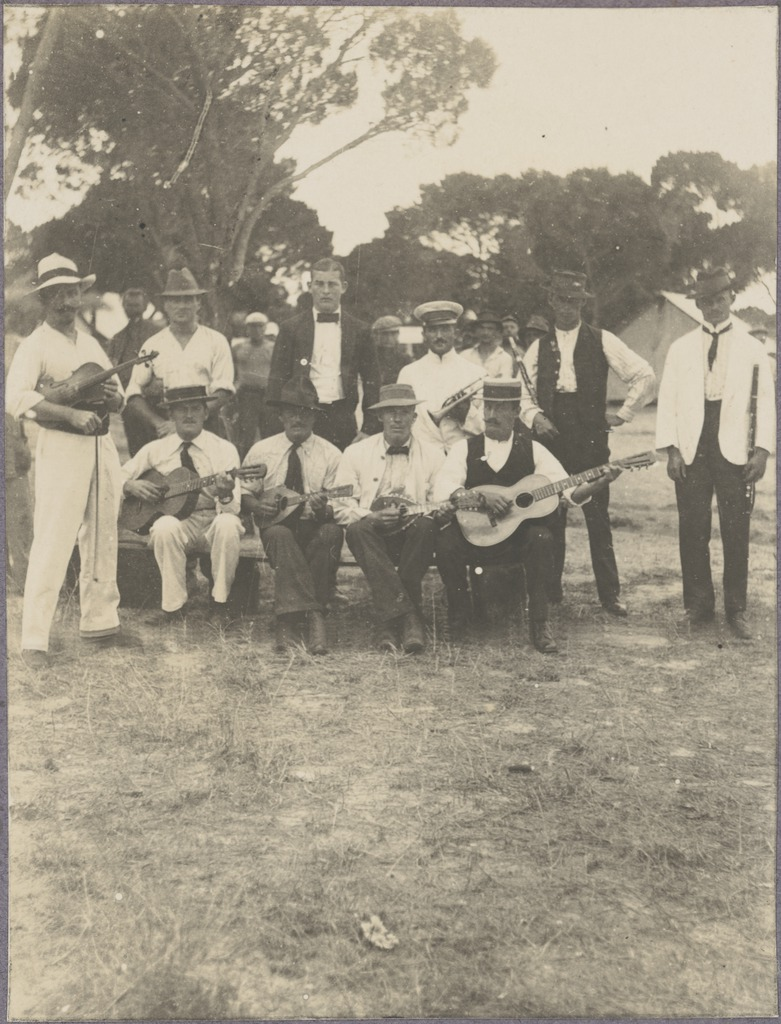
Die sog. Lagerkapelle im Internierungslager auf Rottnest Island, die aus deutschen Kriegsgefangenen bestand

Zu Beginn des Ersten Weltkriegs lebten in Australien etwa 4,5 Millionen Menschen, darunter etwa 100.000 Deutsche. Am 29. Oktober 1914 verabschiedete das Australische Parlament den War Precautions Act, der dem Militär weitreichende Befugnisse erteilte, Kriegsgegner in Australien in Haft zu nehmen. Dieses Gesetz bezog sich auch auf Deutsche, die bereits seit Generationen in Australien lebten. Hierzu genügte bereits der Verdacht einer Illoyalität.
Bis zum Kriegsausbruch waren die Deutschen sehr respektiert. In den Anfangszeiten der Besiedlung durch Einwanderer hatten Forscher und Wissenschaftler wie Johannes Menge, Ludwig Leichhardt, Ferdinand von Mueller, Moritz Richard Schomburgk, Ludwig Becker und Charles Rasp einen großen Beitrag zur Erforschung und Entwicklung Australiens, besonders von South Australia, dessen Bevölkerung zu fast 10 Prozent deutscher Herkunft war, geleistet. Mit dem Ausbruch des Ersten Weltkriegs wurde Deutschland zum Kriegsgegner des Commonwealth und es entstand eine landesweite antideutsche Hysterie, wie sie parallel ähnlich in den USA verlief. Während sich die meisten Britisch-Australier mit „Mother England“ identifizierten, unterstellte man den Deutschstämmigen, dass sie den Deutschen Kaiser unterstützen würden. Ungeachtet des großen deutschen Beitrags zum Aufbau des Landes, kam es während des Krieges zu vielen Diskriminierungen von deutschstämmigen Australiern. Viele Deutschstämmige wurden interniert. Die Arbeitssituation wurde für Deutsche schwierig, da nicht wenige gezwungen wurden, selbst in ein Internierungslager zu gehen, denn britischstämmige Australier wollten nicht mehr gemeinsam mit „Deutschen“ arbeiten. Auch Prominente wie Hermann Homburg, der Justizminister von South Australia, mussten ihre Stelle aufgeben, obwohl viele von ihnen bereits seit einigen Generationen in Australien lebten. Viele Deutschstämmige wurden auch gezwungen, andere Namen anzunehmen.
In der Zeit während des Ersten Weltkrieges bis zum Zweiten Weltkrieg galten die Deutschen als der „innere Feind“ (enemy aliens). Einige wurden verbannt oder interniert.
Es kam auch zu diversen Angriffen auf deutsch-australische Einrichtungen. Sämtliche deutsche Schulen in Australien wurden geschlossen; allein in South Australia waren im Jahr 1917 49 lutherische Schulen davon betroffen. Viele dieser Schulen wurden später mit neuen Lehrkräften als staatliche Schulen wiedereröffnet, an denen kein Deutsch- und Religionsunterricht mehr erteilt wurde. An sämtlichen staatlichen Schulen wurde die deutsche Sprache verboten. Der Ministerpräsident von South Australia ging sogar so weit, ein Beschäftigungsverbot im Kultusministerium von Menschen, die einen deutschen Hintergrund oder deutschen Namen hatten, anzuordnen. Teilweise nahm die Kriegspropaganda gegen alles Deutsche groteske Züge an, so wurde der Bürgermeister von Melbourne 1916 aufgefordert eine Straßenlampe zu entfernen, weil an dieser die Worte „Made in Germany“ zu lesen waren.
Im Verlauf des Ersten Weltkriegs erfolgten zahlreiche Umbenennungen deutscher Ortsnamen, die vor allem in South Australia in großer Anzahl entstanden waren und von deutschen Pionieren stammten. Die deutschen Ortsnamen wurden entweder anglisiert oder durch Ortsnamen der Aborigines oder Namen berühmter Personen oder Schlachtfeldern des Ersten Weltkriegs ersetzt. Die Umbenennung geschah entweder durch Petition oder durch Erlass von Gesetzen. So änderte die Regierung in South Australia insgesamt 69 Orts- und Landschaftsnamen. Auf Tasmanien wurden die Ortschaften Bismarck und German Town in Collinsvale und Lilydale umbenannt.
Zwar waren die Deutschstämmigen stolz auf ihre deutsche Kultur, aber sie standen politisch vollends hinter Australien. Die meisten Britisch-Australier konnten dies jedoch nicht verstehen. Während sich die Mehrheit der Deutschstämmigen als Australier fühlte, sahen sie sich selbst als Mitglieder des Britischen Weltreichs.

### Internierungslager

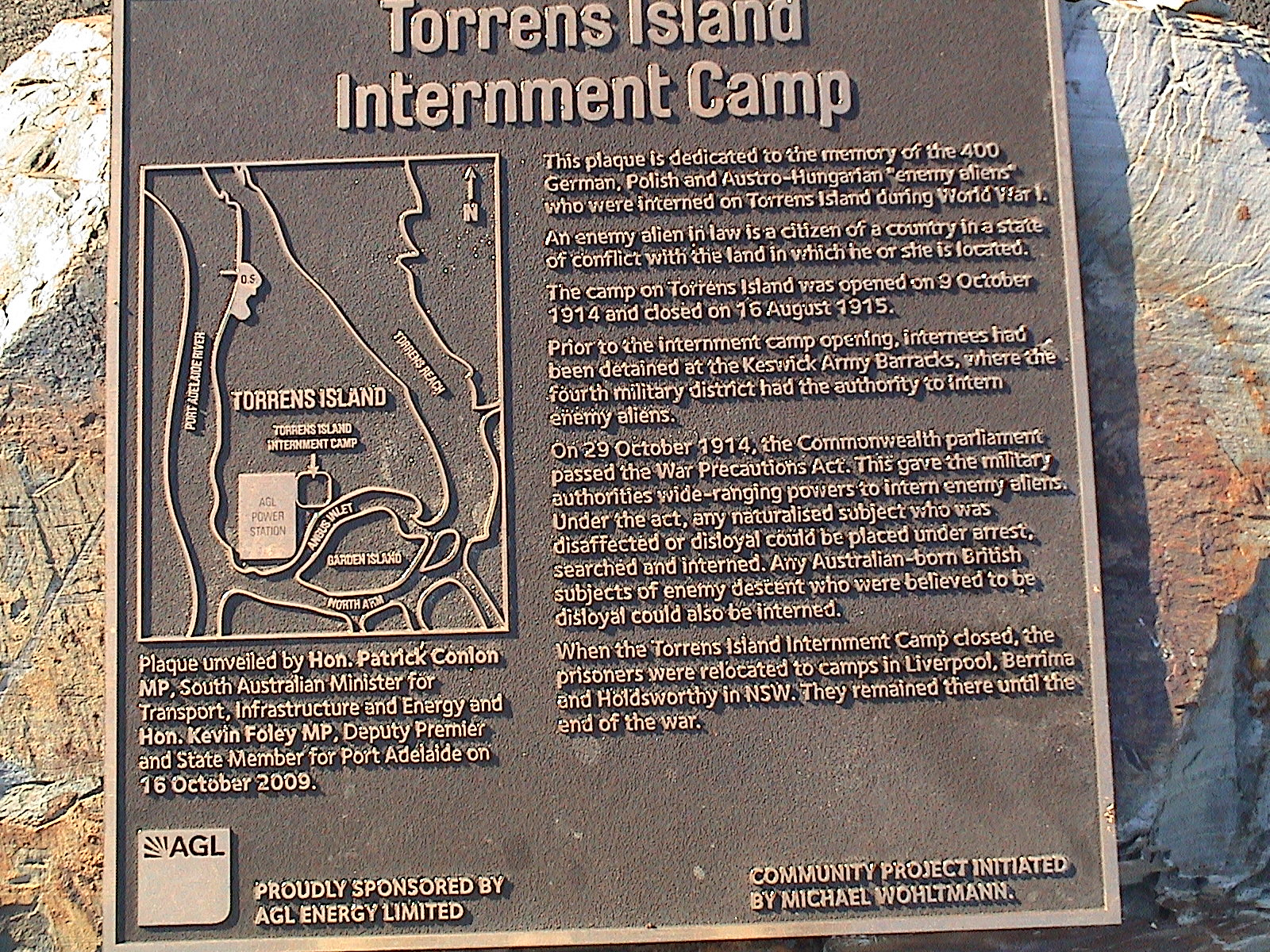
Plakette des Internierungslagers Torrens Island

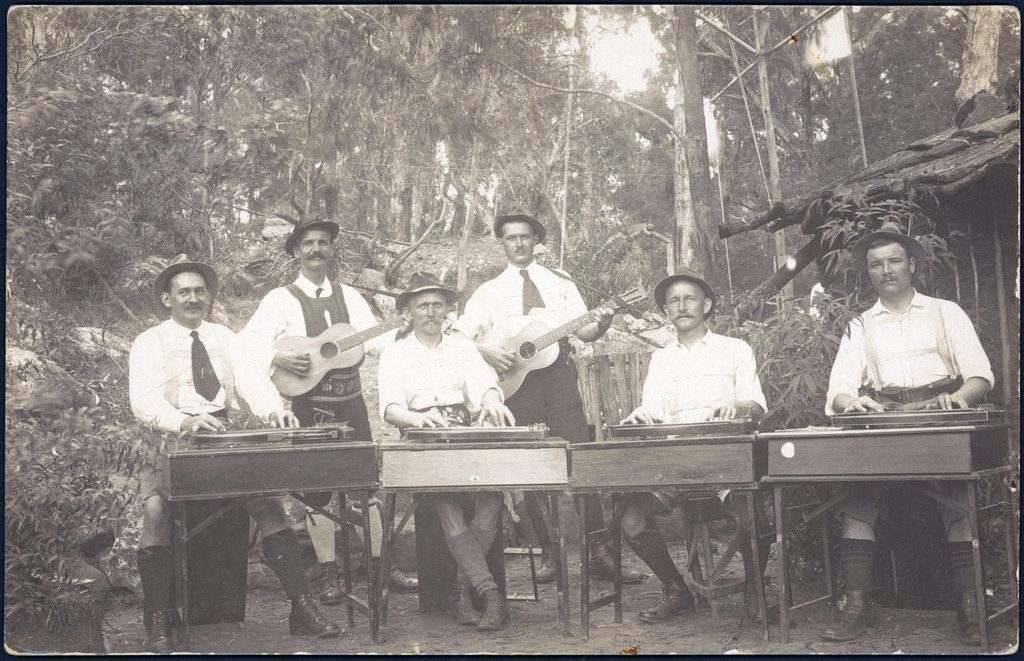
Eine Gruppe internierter Deutschen im Lager Berrima, die Zitter und Gitarren spielen

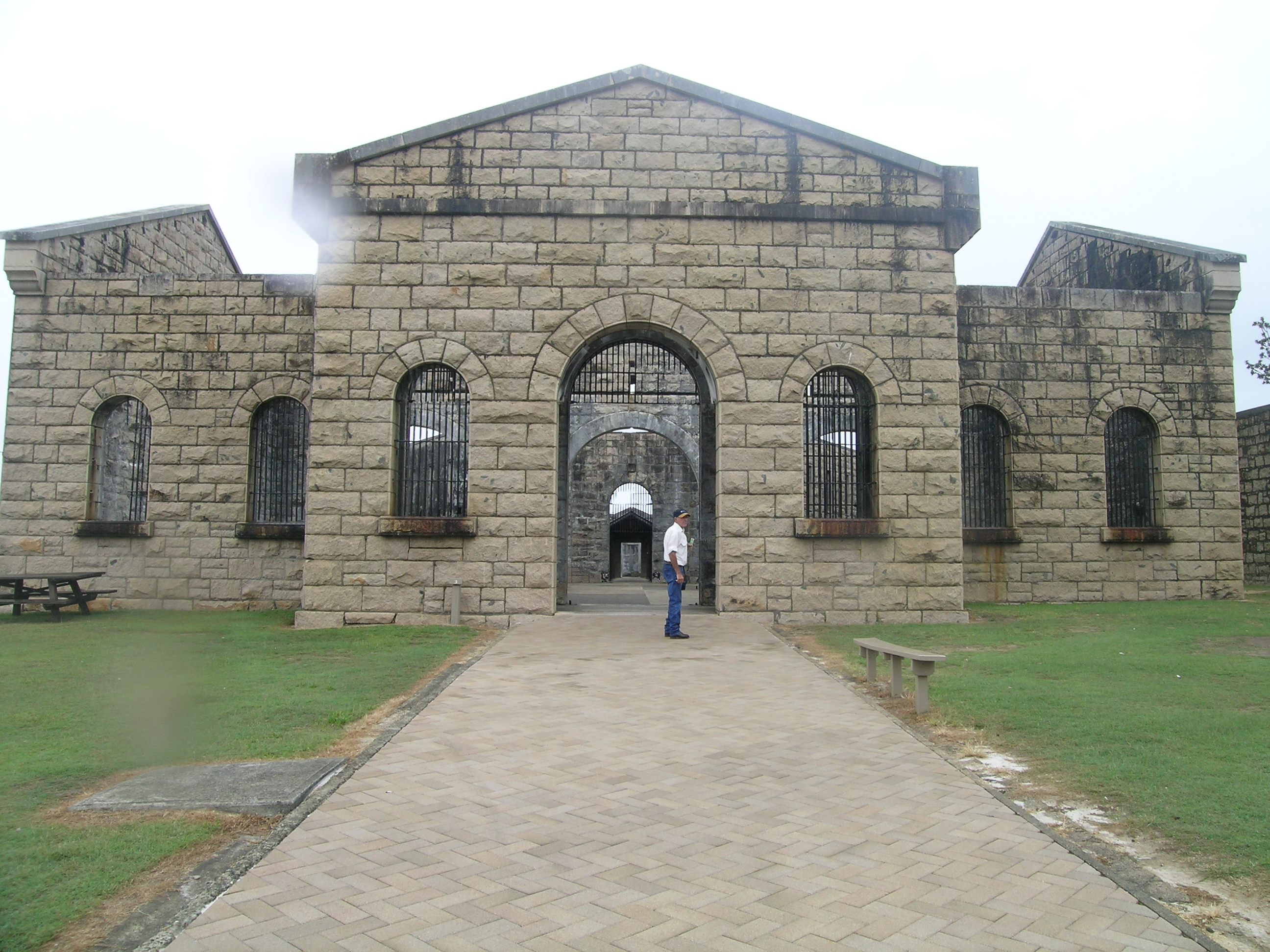
Gebäude des Trial Bay Gaol

Die Internierungslager im Ersten Weltkrieg wurden von der australischen Armee geführt und verwaltet. Sie wurden während des Weltkriegs in Australien auch als concentration camps bezeichnet. Lager wurden in der ersten Zeit in alten Gefängnisgebäuden in Berrima und Trial Bay Gaol in New South Wales genutzt.
Das größte Lager während des Ersten Weltkriegs war das Holsworthy-Internierungslager, westlich von Sydney. Im Ersten Weltkrieg gab es australische Internierungslager in Berrima, Bourke, Holsworthy und Trial Bay (alle New South Wales), Enoggera (Queensland) und Langwarrin (Victoria), Molonglo (Australian Capital Territory), Rottnest Island (Western Australia) und Torrens Island (South Australia). Weitere temporäre und kleine Internierungslager gab es auf Bruny Island (Tasmanien), Fort Largs (South Australia) und Garden Island (Western Australia). Auf Rottnest Island, das von Ende 1914 bis Ende 1915 betrieben wurde, waren beispielsweise im September 1915 insgesamt 989 Personen untergebracht, darunter 841 australische und österreichische Internierte und 148 Kriegsgefangene.
Es waren nach einer Verlautbarung der Organisation Australian War Memorial 7.000 Personen im Verlauf des Ersten Weltkriegs interniert, darunter etwa 4.500 deutsche und britische Personen mit deutschen Wurzeln, die schon lange in Australien lebten. Demzufolge waren etwa 4,5 Prozent der Deutschaustralier in Internierungshaft.
Eines der größten Internierungslager für gefangene Offiziere und Soldaten der Kaiserlichen Marine aus den Kriegsgebieten im Pazifik, in China und Südostasien, war Trial Bay Gaol. Unter den Internierten waren auch deutsche und österreichische Geschäftsleute, die auf Schiffen gefangen genommen worden waren, ferner wohlhabende und sozial höher stehende Deutsche und Österreicher, die in Australien lebten und von denen man annahm, dass sie mit den Kriegsgegnern sympathisierten. Erstmals belegt wurde das Internierungslager im August 1915. In Spitzenzeiten waren bis zu 580 Männer in Lagerhaft. Die meisten Internierten kamen in diesem Lager in den Einzelzellen im Gefängnisgebäude unter. Diejenigen, die sozial oder im militärischen Rang hochstehend waren, wurden in Hütten an der Bucht festgehalten. Die im Gefängnis untergebrachten Personen konnten sich zum Schwimmen, Fischen, Sonnenbaden am Strand oder zum Tennisspielen auf dem Gefängnishof frei bewegen. Den Tennisplatz hatten sie gebaut. Im Jahr 1916 veranstalteten sie eine Theateraufführung des Lustspiels „Minna von Barnhelm“ von Gotthold Ephraim Lessing. Sie hatten ein eigenes Orchester und gaben ab 1917 wöchentlich eine eigene Zeitung „Welt am Montag“ heraus. Für die vier in diesem Lager verstorbenen Deutschen errichteten die Internierten ein Monument auf dem Hügel der Trial Bay. 1918 wurden die Internierten verlegt, weil befürchtet wurde, dass deutsche Kriegsschiffe landen könnten. Sie kamen ins Holsworthy-Internierungslager, heute Holsworthy Barracks, bei Sydney. Im gleichen Jahr wurde das Monument zerstört, nachdem in Australien bekannt geworden war, dass Gräber der alliierten Streitkräfte in Deutschland vandaliert worden waren. Wieder errichtet wurde das Monument im Jahr 1960. Es führt ein Weg zu der Erinnerungsstätte auf den Hügel in der Bucht.
Manchen Australiern galt diese Behandlung als zu gut. Allerdings standen die Internierten unter ständiger Beobachtung, ihre Post wurde zensiert und Außenkontakte waren nicht erlaubt wie auch kein Kontakt zu Internierten in anderen Lagern.
Viele Internierte aus Western Australia wurden in Lager in New South Wales transportiert, darunter auch die 193 deutschen Marinesoldaten des Kleinen Kreuzers Emden, die der australische Leichte Kreuzer Sydney versenkt hatte.
Nach dem Ende des Weltkriegs wurden die Lager geschlossen und die meisten Insassen deportiert. Bis 1925 blieb die Einwanderung Deutscher untersagt. Danach entwickelte sie sich langsam und versiegte mit der Machtergreifung Adolf Hitlers im Jahr 1933.

## Zweiter Weltkrieg

### Juden
Etwa 7.000 Juden aus Deutschland konnten sich vor dem Zweiten Weltkrieg vor der Judenverfolgung durch die Nationalsozialisten nach Australien retten, davon kamen ungefähr 2.000 Personen aus Wien.

### NSDAP/AO
In den frühen 1930er Jahren entstanden in Australien Parteigliederungen der NSDAP/AO (Auslandsorganisationen der NSDAP) in Brisbane, Melbourne, Sydney und Tanunda. Maßgeblicher Initiator war Johannes Heinrich Becker, der zum Landeskreisleiter der NSDAP/AO für Australien und den pazifischen Raum von 1932 bis 1936 ernannt wurde. Ein Schwerpunkt der NSDAP/AO befand sich in South Australia, weil damals dort auch die meisten Deutschstämmigen lebten.
Entsprechend dieser Organisation durften nur die sogenannten Reichsdeutschen, die in Deutschland geboren waren, Mitglieder werden. Deutschstämmige, die in Australien geboren wurden oder die australische Staatsbürgerschaft angenommen hatten, wurden als Volksdeutsche klassifiziert. Sie konnten nicht Mitglieder der NSADAP/AO werden. Da die meisten in Australien lebenden Deutschstämmigen damals dort geboren worden waren, hatte dies Auswirkung auf die Mitgliederzahl dieser Partei. Beckers politische Vorstellungen, wie man Mitglieder gewinnt und Politik betreibt, entsprachen nicht den Vorstellungen des deutschen Generalkonsuls Rudolf Asmis. Er überwarf sich mit ihm und auch mit seiner politischen Führung aus Berlin. 1936 wurde Becker seines Amtes enthoben.
Während des Zweiten Weltkriegs gab es, wie es Barbara Poniewierski in einer Veröffentlichung belegte, geheimdienstliche Spione in der NSADAP/AO in Tanunda und Adelaide von den frühen 1930er Jahren bis zum Ende des Krieges. Spione der Gestapo überwachten in Adelaide deutsche Matrosen, die im Hafen ankamen, sowie lutherische Pastoren und Australienbesucher. Australische Unternehmen, die Nichtarier beschäftigten, erhielten keine Aufträge von Deutschen, während dies bei Firmen der Fall war, die der nationalsozialistischen Ideologie zugewandt waren. Australische Verluste im Verlauf des Kriegs wurden nicht bedauert, sondern sollen gefeiert worden sein.

### Internierung

#### Personenkreis

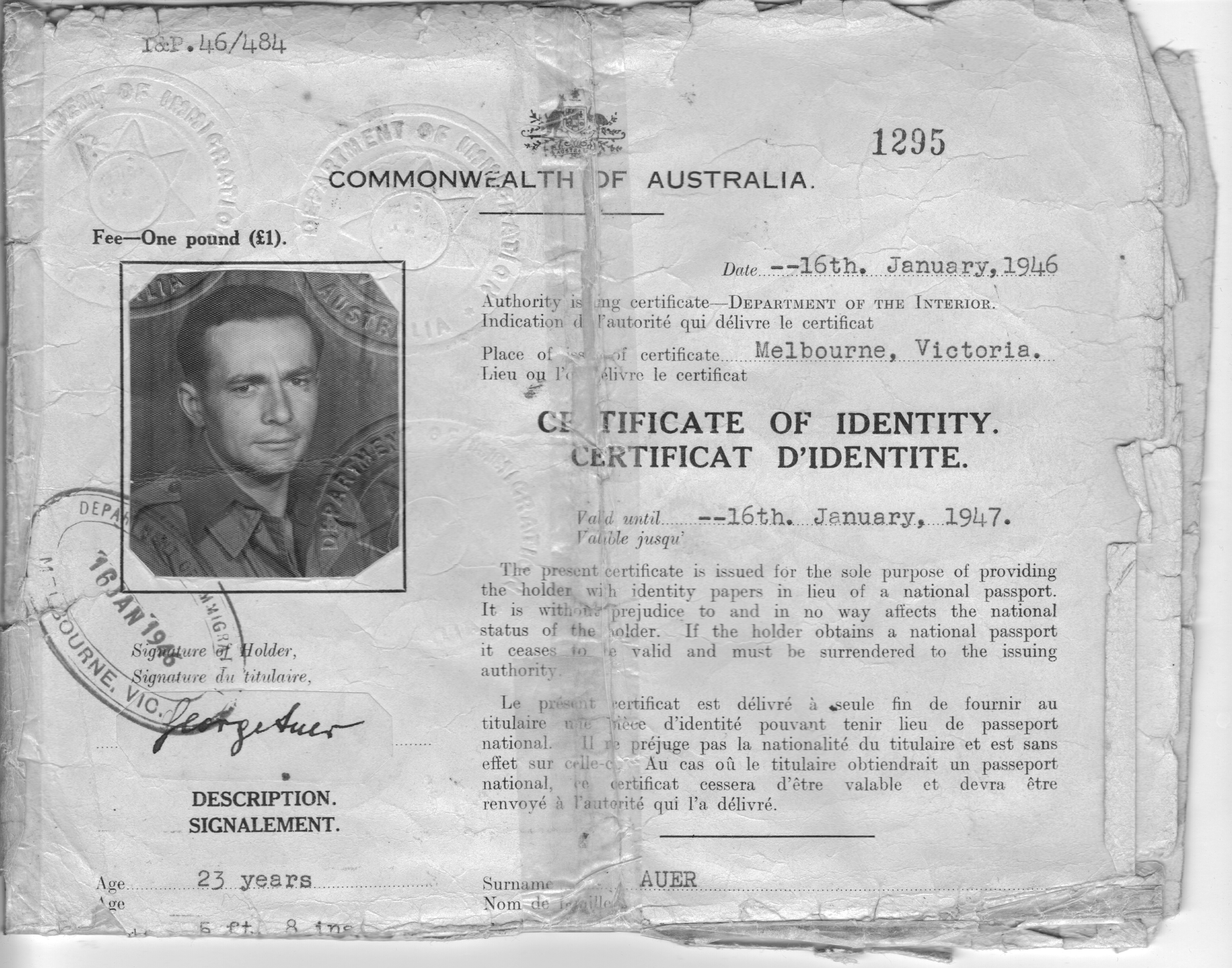
Georg Auer, ein Jude aus Österreich, der mit der Dunera nach Australien kam und bis 1942 interniert wurde. Anschließend trat er in die Australische Armee ein.

Im Ersten Weltkrieg waren hauptsächlich Deutschstämmige in Internierungslagern. Im Verlauf des Zweiten Weltkriegs internierte Australien neben den Deutschen eine große Anzahl von Italienern und Japanern. Die Internierten, unter ihnen auch Frauen und Kinder, kamen aus mehr als 30 Ländern einschließlich Finnland, Ungarn, Portugal und der Sowjetunion. Interniert wurden darüber hinaus Deutsche und Japaner aus Übersee. Sie kamen aus den Ländern England, Palästina, Iran, dem heutigen Singapur, Malaysia und Indonesien, Neuseeland und Neukaledonien. Die ersten von ihnen kamen 1940 mit dem Schiff Dunera aus England. Ihr Bestimmungsort war das Internierungslager Hay.
Während des Zweiten Weltkriegs errichtete Australien Internierungslager aus drei Gründen: Residenten sollten davon abgehalten werden, Australiens Feinde zu unterstützen, die öffentliche Meinung sollte besänftigt werden und die in Übersee internierten Personen, die nach Australien transportiert wurden, mussten untergebracht werden. Japaner wurden unverzüglich inhaftiert. Deutsche und Italiener kamen, erst nachdem die Kriegsverbrecher der Nationalsozialisten Deutschlands und Italiens bekannt wurden, in Internierungslager. Dies galt vor allem für diejenigen Personen, die im Norden Australiens lebten, da man dort die Invasion der Kriegsgegner erwartete. Mehr als 20 Prozent der Italiener in Australien waren in Internierungshaft wie auch insgesamt 7.000 Personen mit Beziehungen zu den Kriegsgegnern, davon 1.500 Personen britischer Nationalität. 8.000 Personen aus Übersee wurden in die australischen Lager festgesetzt. 1942 wurde der Spitzenwert von 12.000 internierten Personen in Australien erreicht. Neben deutschstämmigen Briten wurden auch die australischen Faschisten interniert, führende Mitglieder der Australia First Movement, darunter Adela Pankhurst und Percy Reginald Stephensen.

#### Lager

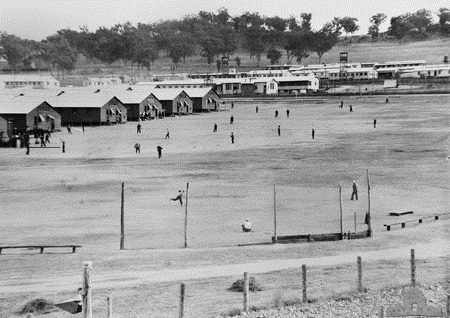
Ein Beispiel für die Anlage eines Kriegsgefangenenlagers in Cowra, in dem vor allem Japaner festgesetzt waren.

In der ersten Zeit wurden die Internierten in vorhandenen Gefängnisgebäuden untergebracht, die bereits im Ersten Weltkrieg hierfür verwendet wurden, beispielsweise im Long Bay Gaol. Später erfolgte der Aufbau von Internierungslagern, die über Australien verteilt waren. Derartige Lager befanden sich in Cowra, Holsworthy (alle New South Wales), Enoggera  bei Gaythorne (Queensland), Loveday, (South Australia), Rottnest Island und Harvey (Western Australia) und Tatura bei Rushworth (Victoria). Es gab auch kleine und temporär aufgebaute Lager in Bathurst, Long Bay, Orange (alle New South Wales), Dhurringile bei Murchison (Victoria), Parkeston (Western Australia). Lager ausschließlich für Kriegsgefangene befanden sich in Yanco in New South Wales, Murchison und Myrtleford in Victoria, Marrinup in Western Australia und Brighton in Tasmanien. Allerdings gab es in den anderen Lagern sowohl Kriegsgefangene als auch Internierte. Dies ist insofern von Bedeutung, da nach der Völkerrechtslage Kriegsgefangene arbeiten dürfen und Internierte nicht.
Eine besondere Gruppe unter den Internierten bildeten die überwiegend nazi-freundlichen Mitglieder der zuvor schon in Palästina internierten Mitglieder der Tempelgesellschaft. Sie kamen 1941 nach Australien und wurden im Lager Tatura (Camp 3) im australischen Staat Victoria untergebracht. Nach der Auflösung des Lagers im Jahre 1947 nahmen die dortigen Templer nahmen das Angebot der australischen Regierung an und blieben im Land.
Unter den ersten deutschen Kriegsgefangenen befanden sich die 315 deutschen Marinesoldaten des Hilfskreuzers Kormoran, die die HMAS Sydney vor der Küste von Western Australia im November 1941 versenkt hatten. Sie waren im Lagers Harvey bis ins Jahr 1942 in Hütten zu je 30 Mann untergebracht. Als dieses Lager wegen Unfähigkeit der lokal zuständigen Militärverwaltung geschlossen wurde, erfolgte die Verlegung nach Parkeston bei Kalgoorlie und anschließend nach Loveday in South Australia.
Die Lager befanden sich im Verantwortungsbereich des Militärs. Als die Anzahl der Internierten anstieg, wurden die ersten Lager zu klein und es wurden spezielle Lager eingerichtet. Die Lage in den Lagern unterschied sich entsprechend der Ausstattung, der geografischen Lage, der Zusammensetzung nach Lagerinsassen und nach der Führung des Lagers des vor Ort verantwortlichen Offiziers.
Vor dem Ende des Weltkriegs wurden die Italiener aus den Lagern entlassen, nachdem Italien auf die Seite der Alliierten gewechselt hatte und zum Kriegsgegner des Dritten Reichs wurde. Nach Beendigung der Kriegshandlungen der jeweils betroffenen Nationen kam es zu vorzeitigen Entlassungen.

## Nach dem Zweiten Weltkrieg
Den Internierten aus Großbritannien und Europa wurde nach dem Kriegsende erlaubt Australien zu verlassen, wie auch denjenigen Personen, die die Briten festgesetzt hatten. Die Japaner, einschließlich derjenigen, die in Australien geboren wurden, mussten im Jahr 1946 Australien verlassen. Die meisten europäischen Kriegsgefangenen wurden bis Mitte 1947 repatriiert, obwohl ihnen die Erlaubnis zum Verbleib in Australien erteilt worden war.
Nach dem Zweiten Weltkrieg erhielt Australien einen großen Zufluss von Displaced Persons aus Europa, zu einem geringen Teil auch deutschsprachiger Herkunft. Nach einer Lockerung der australischen Einwanderungspolitik konnten seit 1952 auch Deutsche wieder nach Australien einwandern. In den folgenden 20 Jahren wanderten 150.000 Migranten aus der Bundesrepublik Deutschland nach Australien aus. Aus der Schweiz und Österreich kamen weitere 30.000 Deutsch sprechende Personen. Als sich der Wohlstand in den weiter oben genannten Ländern entwickelte, entstand eine hohe Rückwanderungsquote, denn etwa ein Drittel kehrte zurück. 1991 gab es 112.000 in Deutschland geborene Einwanderer in Australien. Seit den 1980er Jahren ging die Einwanderung von Deutschsprachlern auf etwa 1.000 Personen je Jahr zurück. Parallel fand auch eine vermehrte Rückwanderung statt. Diese Tatsache wird auf die Folge der rigiden australischen Migrationspolitik Australiens zurückgeführt.

## Kultur
Die Kulturbeziehungen zwischen Deutschland und Australien haben eine lange Tradition. In Gegenden mit besonders starker deutscher Einwanderung, beispielsweise im Barossa Valley in South Australia, wird dieses Erbe intensiver als anderswo gepflegt. Deutsche Vereine, vornehmlich Gesangs- und Schützenvereine sowie weitere Klubs, sind über ganz Australien verteilt.
Das Goethe-Institut ist mit den Standorten in Sydney und Melbourne vertreten. Es gibt auch zwei Schulen an den gleichen Orten und weitere deutsche Samstagsschulen in Australien. Die German International School Sydney gibt es bereits seit 2002. 2008 wurde in Melbourne eine Grundschule gegründet, die heute von rund 100 Schülerinnen und Schülern in zweisprachigen Klassen besucht wird. Zweisprachige Fröbel-Kindergärten gibt es in Melbourne und Sydney. Deutsch ist nach Französisch aktuell die beliebteste europäische Fremdsprache unter den Schulabsolventen.
Intensiv sind die Beziehungen im Hochschulbereich. Die Kooperationen zwischen australischen und deutschen Hochschulen sind in den letzten zehn Jahre auf über 550 gestiegen. Es gibt Stipendienprogramme, die vor allem die Alexander von Humboldt-Stiftung (AvH) und der Deutsche Akademischen Austauschdienst (DAAD) fördert. Das Institut Ranke-Heinemann in Essen und Berlin ist in Deutschland die Anlaufstelle für Informationen über die australischen und neuseeländischen Universitäten, Schulen und Berufsakademien.
2017 ist das Jahr, in dem das australische Kulturjahr „Australia Now“ in Deutschland stattfindet. Es gab ein Kooperationsprojekt mit einer großen Operngala von Canberra Theatre und Saarländischem Staatstheater im Juli 2017.

## Deutsche Unternehmen
Zahlreiche Firmen mit Sitz in der Bundesrepublik Deutschland betreiben aktuell (2017) in Australien Niederlassungen (die nachfolgenden Nennungen erheben keinen Anspruch auf Vollständigkeit):
Automobilsektor: Audi, Daimler, BMW, Bosch, Continental.
Bauwesen: Hanson (HeidelbergerCement).
Banken, Versicherungen: Allianz, Deutsche Bank.
Medizin: Fresenius Kabi.
Technologie, Software: Infineon, Siemens, SAP, Giesecke & Devrient.
Transport & Logistik: DB Schenker, Kühne & Nagel, Hamburg-Süd Group.

## Deutschsprachige Zeitungen, Radio- und Fernsehsendungen
Erstmals erschien im Jahr 1848 die deutschsprachige Zeitung „Deutsche Post für die australischen Kolonien“, die allerdings 1850 wieder eingestellt wurde. Es war die erste nicht englischsprachige Zeitung in Australien. Danach erschienen immer wieder kurzlebige Publikationen. 1954 gründete der österreichische Journalist Mark Siegelberg, der 1938 als ein von den Nationalsozialisten Verfolgter Australien erreichte, die „Neue Welt“ in Melbourne. Danach erschien die Zeitung bis 2013 als Die Woche in Australien. Seither kommt das Blatt unter neuen Eigentümern und mit neuer Redaktion unter dem Titel Die neue Woche in Australien heraus.
Die Deutsch-Australische Industrie- und Handelskammer mit Sitz in Sydney bringt vierteljährlich das German-Australian Business Journal in deutscher und englischer Sprache heraus. Regelmäßige Rundfunksendungen in deutscher Sprache werden seit 1975 durch den Sender EA3 in Sydney und seit 1978 durch den Sender 3EA in Melbourne gesendet. Deutschsprachige Dokumentar- und Spielfilme können über den Special Broadcasting Service (SBS) empfangen werden.

## Statistik
Deutschstämmige sind nach der Volkszählung im Jahr 2011 mit einem Anteil von 4,5 Prozent an der Gesamtbevölkerung Australiens eine große ethnische Gruppe. 2011 gaben 108.000 in Australien lebende Personen an, dass sie in Deutschland geboren seien. Damit rangierte dieser Personenkreis auf Platz 10 in Australien. Der Altersdurchschnitt dieses Personenkreises liegt bei 62 Jahren. 898.700 Personen erklärten 2011, dass sie deutsche Ahnen hätten, damit sind sie die sechstgrößte ethnische Gruppe Australiens.
2006 waren 821.540 Personen in Australien deutschstämmig. Im Jahr 2001 sprachen 76.400 Personen Deutsch als Muttersprache. Damit war Deutsch auf Rang 8 der am weitesten verbreiteten Sprachen in Australien nach Englisch, Chinesisch, Italienisch, Griechisch, Arabisch, Vietnamesisch, Spanisch und Tagalog. Beim Census von 2021 gaben 1.026.138 Personen eine deutsche, 48.797 eine österreichische und 35.629 eine Schweizer Abstammung an.
Nach Schätzungen lebten im Jahr 2001 etwa 15.000 Australier in Deutschland.